# Interglacial Riss-Würm

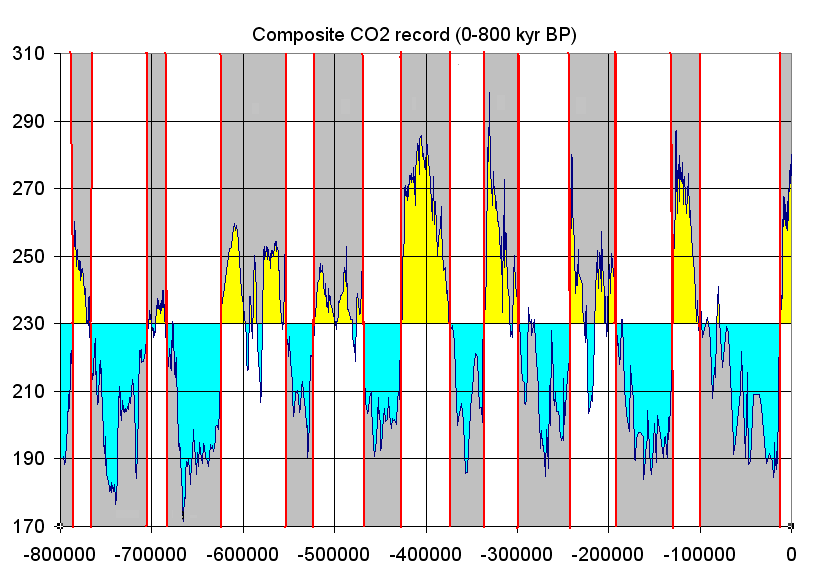
Cicles glacials i interglacials. CO2 atmosfèric, mesurat a partir de mostres de nuclis de gel des de fa 800.000

L'interglacial Riss-Würm va ser un període climàtic temperat de la Terra entre la glaciació de Riss i la glaciació de Würm, que es va produir cap al 110.000 a 90.000 aC.
El període interglacial es coneix amb el nom: Eemià (estatge isotòpic marí de l'últim interglacial) derivat del nom del riu Eem, als Països Baixos (Utrecht). Es va iniciar ara fa uns 130.000 anys, al final del penúltim període glacial i va acabar fa 115.000 anys, en iniciar-se l'últim període glacial. L'Eemià és conegut com Ipswichian al Regne Unit, Mikulin a Rússia, Valdivia a Xile i Riss-Würm als Alps (Europa). Als Estats Units i Amèrica del nord, les publicacions s'hi refereixen com a Sangamonian.
| Períodes glacials i interglacials des de 850.000 fins a 10.000 anys |                                                   |                                               |                   | |
| Temps geològic                                                      | Glaciació                                         | Interglacial                                  | Inici, anys       | Tendència global |
| Holocè                                                              |                                                   | Període postglacial/Holocè                    | 10.000            | Desapareix el casquet d''Escandinàvia. Avancen les glaceres muntanyenques                                                          |
| Plistocè Superior                                                   | Glaciació Würm =Weichsel=Wisconsin =IVª Glaciació |                                               | 110.000           | Es tornen a formar casquets continentals com els d'escandinàvia i Canadà                                                           |
| Plistocè Superior                                                   |                                                   | Riss-Würm =Eemià=Mikulin =Valdivia=Sangamonià | 124.000 ± 140.000 | Amb períodes o estadis on s'expansionen les glaceres                                                                               |
| Plistocè Mitjà                                                      | Glaciació Riss=Illinois=IIIª Glaciació            |                                               | 200.000           | La glacera del Roine cobria grans parts de l'altiplà suís fins al nord del Jura i pel sud fins a Lió.                              |
| Plistocè Mitjà                                                      |                                                   | Mindel-Riss =Holstein                         | 390.000           | Gran sedimentació marina |
| Plistocè Mitjà                                                      | Glaciació Mindel=Kansas=Elster=IIªGlaciació       |                                               | 580.000           | Condicions climàtiques relativament severes i avanç glacial Formació de grans morenes i terrasses fluvials de dipòsits proglacials |
| Plistocè Mitjà                                                      |                                                   | Günz-Mindel =Günz-Haslach                     | 600.000           | Condicions favorables per a l'alta erosió del terreny i les roques                                                                 |
| Plistocè Inferior                                                   | Glaciació Günz=Nebraska=IªGlaciació               |                                               | 850.000           | Extensió màxima de la glaciació als continents                                                                                     |

## Clima
Els períodes interglacials, es caracteritzaren per climes temperats, l'elevació del nivell dels oceans i transgressions marines molt importants, a més de la fusió de les glaceres. La temperatura era d'1 a 2 °C més càlida que a l'Holocè. Durant l'Eemià, la proporció de CO2 a l'atmosfera era d'unes 280 parts per milió (ppm).
Les recerques realitzades en els registres paleoclimàtics suggereixen pocs canvis i lleus variacions dins del període interglacial respecte del nivell dels mars i oceans. L'Eemià era climàticament molt similar a l'Holocè.

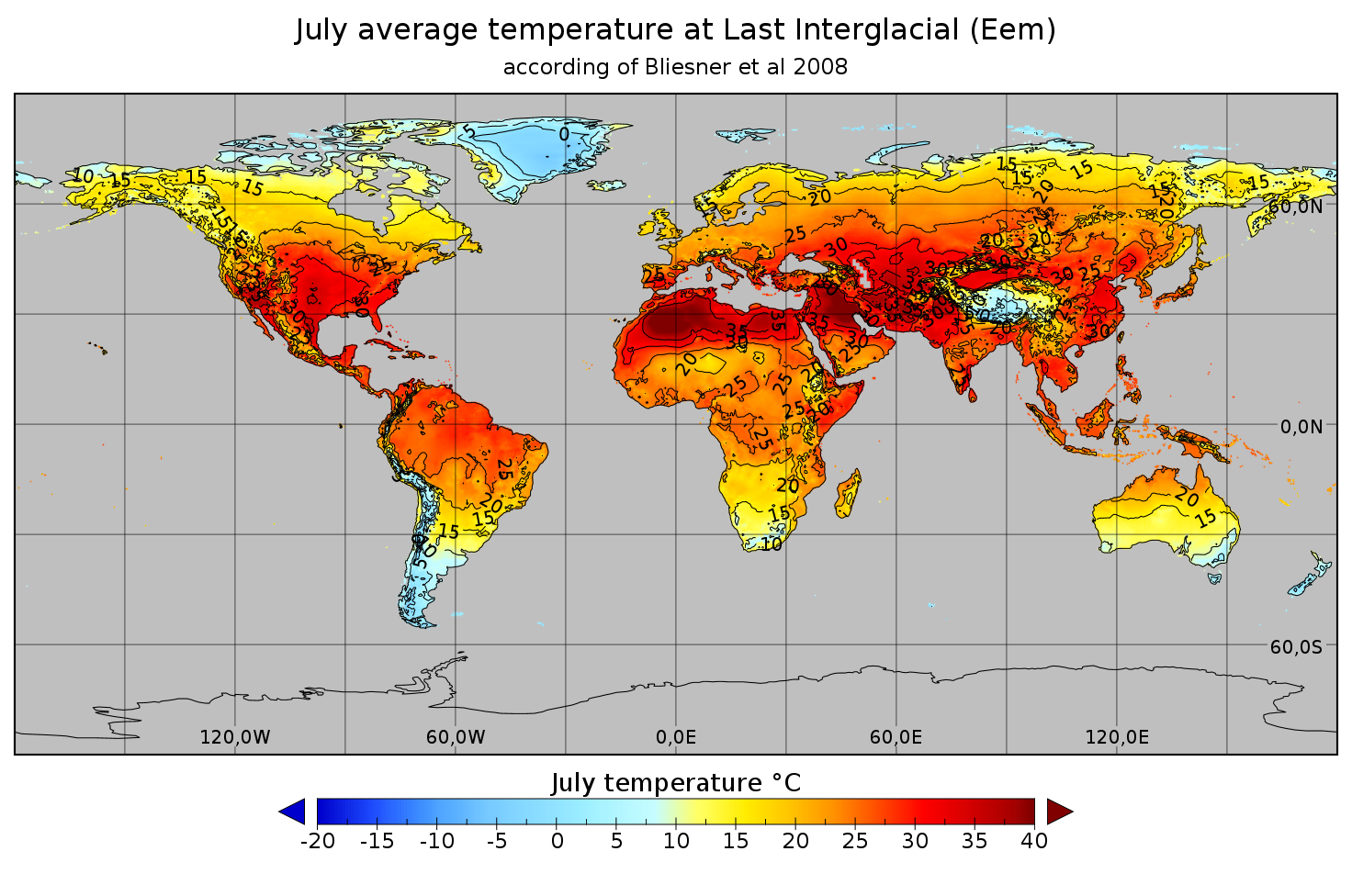
Mapa: aproximació a les temperatures del mes de juliol durant el període intergalcial Eemià.

Les temperatures eren càlides, fins i tot més que en l'actualitat, cosa que va afavorir l'expansió dels boscos per tot el continent europeu. A l'inici del període, en acabar la glaciació de Riss, hi havia un clima més fred i sec que en l'actualitat. En la transició primerenca, a Europa, va augmentar la temperatura i lleugerament les precipitacions. Més endavant (Eemià mitjà) es produeix un descens de les temperatures, però el període es va mantenir climaticament molt estable. Al final sí que hi hagué la disminució significativa de les temperatures i condicions cada cop més seques van començar i es van accelerar cap al nou període glacial de Würm.
L'estatge climàtic MIS 5s'ha estudiat detalladament, mostrant diferències de temperatura en les aigües superficials marines en diferents llocs al perímetre de la península Ibèrica. Aquests estudis conclouen que l'intercanvi oceà-atmosfera va ser complex en aquests períodes més càlids. Durant els períodes freds, aquestes diferències van desaparèixer i s'iniciaren condicions atmosfèriques més àrides, afavorint la convecció profunda a la mediterrània occidental.

## Nivell del mar

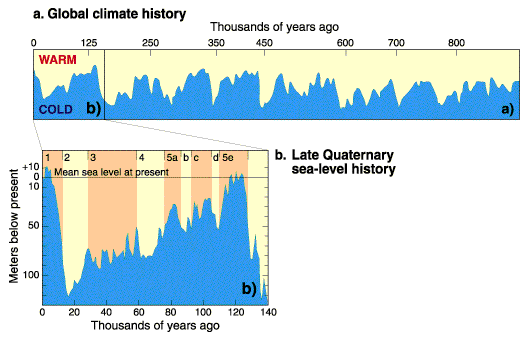
Històric global del nivell del mar (800.000 anys fins al present) i del període interglacial Riss-Würm,(140.000 anys fins al present)

El nivell del mar en el períodes interglacials oscil·la entre els 3 i 20 metres per damunt del nivell actual. S'han realitzat diferents estudis científics localitzats, tant en les formes geomorfològiques i els sediments dels litorals, com en les terrasses produïdes per l'onatge. Les terrasses i els dipòsits de sediments de les platges de regions tan distants com el Carib i el vessant nord d'Alaska, apunten cap a nivells marins més alts en aquests períodes. Altres estudis s'han basat en els sediments trobats sota les capes de gel de Groenlàndia i l'Antàrtida occidental. Fòssils i química sedimentària indiquen que les capes de gel es van aprimar o es van fondre del tot en el passat geològic més recent.
Cal tenir en compte que durant un període glacial (glaciació) el nivell del mar recula una mitjana de 100 m en evaporar-se l'aigua que acaba engruixint les glaceres i els casquets. Durant l'interglacial, amb l'augment de la temperatura, el nivell del mar puja mentre es van fonent les capes de gel.

## Evolució de l'espècie humana

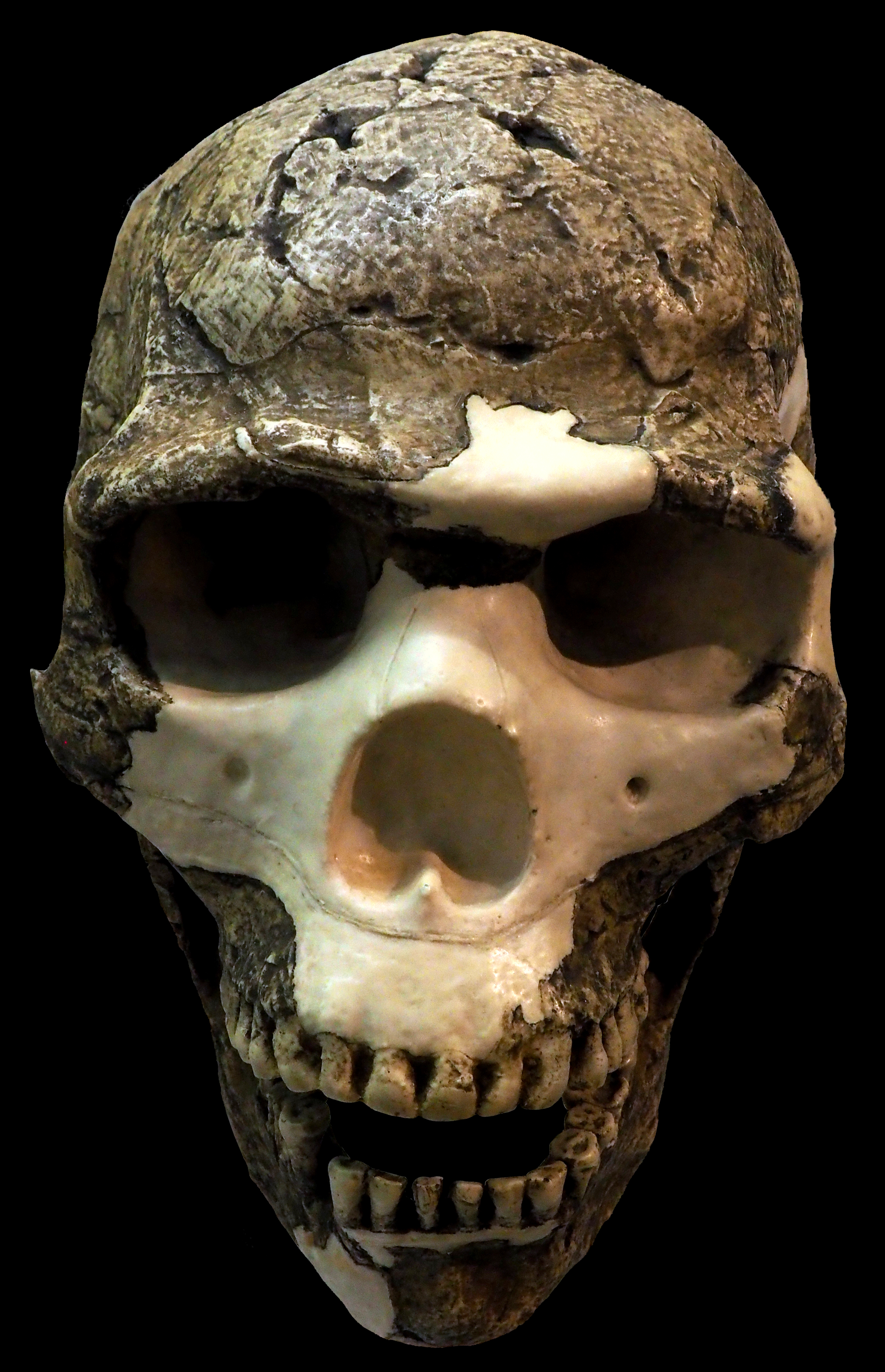
Crani d'hominid Skhul (95,000 anys)

En aquest interglacial s'inicià l'evolució de l'Homo sapiens sapiens, dins un període des de fa 60 000 a 150.000 anys. El període s'inclou al Paleolític mitjà quan comença l'evolució dels humans anatòmicament moderns presents a Àsia occidental (homínids de Skhul i Qafzeh) i al sud d'Àfrica. Aquests homínids pertanyen al grup o divisió més antiga dels humans moderns.

## Fauna
En el període interglacial es reconeixen de manera restringida un bon nombre de mamífers, a manca de ser completada la fauna en la seva totalitat. Amb tot, s'ha reconstruït l'episodi faunistic de l'Eemià del nord-oest i centre d'Europa. La fauna era notablement extensa i hi destaquen espècies com l'hipopòtam i el búfal asiàtic domèstic que habitaven la vall del Rin.
El grup dels petits mamífers de la Península Ibèrica, llevat de la part més septentrional, manté diferències amb la del centre i nord d'Europa. Hi habitaven la rata talpera i el talpó de Cabrera que són indicatius d'un clima suau i suficientment humit amb domini de la vegetació forestal i arbustiva, amb clapes de sòls menys coberts, que afavoria l'expansió d'espècies com la rata almesquera i els Microtus (arvicolins). La fauna de l'illa de Sardenya difereix de les altres regions i conté només formes endèmiques de petits mamífers per causa de l'aïllament perllongat respecte del continent durant el Plistocè.